# キャンディス・ナイト
キャンディス・ナイト (Candice Night、1971年5月8日 - ) は、アメリカ合衆国ニューヨーク州ロングアイランド出身のミュージシャン。ブラックモアズ・ナイトのリード・ボーカリスト・作詞家・マルチプレイヤー。
元々モデルだったが、ラジオ局勤務を経て、リッチー・ブラックモアの妻として共に音楽活動を行っている。

## 略歴
10代の頃にモデルとしてのキャリアを積むが、ヌードを求められたことで仕事を辞める。ニューヨークの地方ラジオ局勤務中の1989年にブラックモアと出会った。二人はルネッサンス文化や音楽など共通の趣味を持っていたこともあって親しくなり、やがて恋仲になった。
当時ブラックモアが在籍していたディープ・パープルのツアーに参加して、バッキング・ボーカリストとしてコンサートに数回出演。1993年にブラックモアが脱退して再結成したリッチー・ブラックモアズ・レインボーのアルバム『孤高のストレンジャー』に作詞とコーラスを担当して、ツアーにも参加した。
二人は一連の共同作業で自信を深め、ナイトをリード・ヴォーカリストに戴いたブラックモアズ・ナイトを結成、1997年に『シャドウ・オブ・ザ・ムーン』でデビューした。彼女はヴォーカルだけでなく、ショーム、コルナミューゼ、ラウシュプファイフェ、ペニー・ホイッスルなど様々な楽器を演奏している。
2011年10月にはソロ・アルバムを発表。

## ディスコグラフィ

### ブラックモアズ・ナイト
- シャドウ・オブ・ザ・ムーン Shadow of the Moon (1997)
- アンダー・ア・ヴァイオレット・ムーン Under a Violet Moon (1999)
- ファイアーズ・アット・ミッドナイト Fires at Midnight (2001)
- ゴースト・オブ・ア・ローズ Ghost of a Rose (2003)
- ヴィレッジ・ランターン Village Lanterne  (2006)
- ウィンター・キャロルズ Winter Carols (2006)
- Secret Voyage (日本盤未発売) (2008)
- オータム・スカイ Autumn Sky (2010)
- スターライト・スターブライト Starlight Starbright (2015)

### ソロ・アルバム
- Reflections (2011)